# Talk (bài hát)
"Talk" (tạm dịch: "Nói chuyện") là một bài hát của ban nhạc Alternative rock Anh Coldplay. Bài hát xây dựng từ mô-típ một bài hát của Kraftwerk năm 1981 có tên "Computer Love". Bài hát được tất cả các thành viên của ban nhạc cùng nhau sáng tác và phát hành từ album phòng thu thứ ba của họ, X&Y. Tại Hoa Kỳ, bài hát đứng cao nhất ở vị trí 86 trên bảng xếp hạng Billboard Hot 100 và cũng đạt được thành công nhất định tại các quốc gia khác trên thế giới. Bài hát đứng liên tục ở vị trí số một trong bảng xếp hạng Dutch Top 40 của Hà Lan, trở thành đĩa đơn quán quân đầu tiên của ban nhạc tại đây.
Bài hát đã nhận được sự đánh giá tích cực từ phìa giới phê bình bởi âm thanh đặc biệt và lời hát thật dễ nhớ. Cả bài hát và bản thu âm "Thin White Duke" đã nhận được đề cử trong lễ trao Giải Grammy năm 2007, và sau đó thắng ở hạng mục Thu âm remix xuất sắc nhất kiểu Cổ điển.

## Bối cảnh ra đời
Coldplay đã gặp nhiều khó khăn với những buổi thu âm trong vài tháng cũng như với âm thanh của các bài hát. Thậm chí họ còn hoài nghi về quyết định thêm "Talk" vào danh sách ca khúc cuối cùng của X&Y. Trong suốt các buổi thu âm mà ban nhạc loại bỏ phần lớn tác phẩm trong đó, ca khúc cũng bị loại ra ngoài khi nhóm gửi những phiên bản đầu của album đến hãng thu âm của họ Parlophone. Tuy nhiên ca khúc đã được cho vào danh sách bài hát sau khi nó được phối nhạc đúng cách.

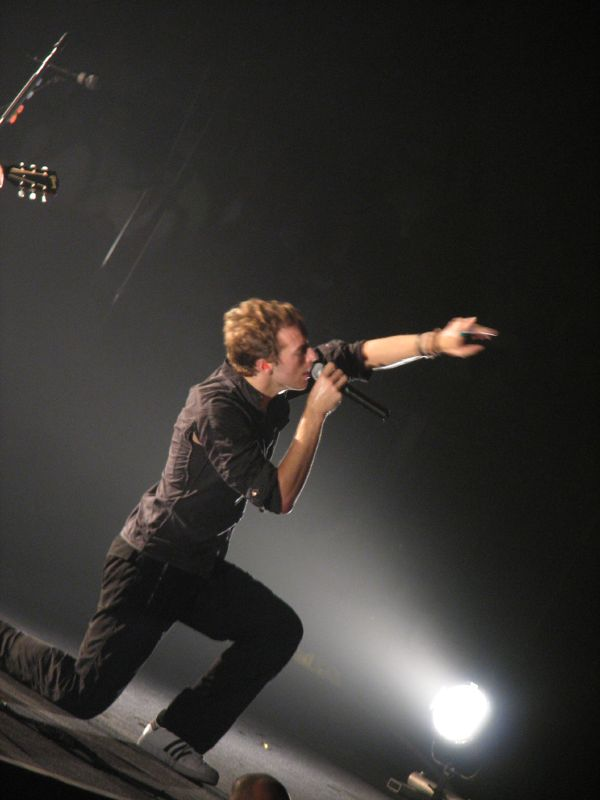
Chris Martin hát "Talk" trong chuyến lưu diễn của ban nhạc Twisted Logic Tour năm 2005.

Khi được NME.com hỏi về quá trình phát triển ca khúc, giọng ca Chris Martin nói, "Từ phiên bản đó, [một phiên bản mà NME.com nghe khi đang ghé thăm ban nhạc trong phòng thu] chúng tôi tiến tới và thực hiện một phiên bản hoàn toàn khác của nó. Một bài hát hoàn toàn khác biệt. Những gì xảy ra với ca khúc "Talk" là nó đang ngày càng trở nên tuyệt vời và rồi vài người nói, "Đây nên là đĩa đơn đầu tiên" khiến tất cả chúng tôi đều hốt hoảng và loại bỏ toàn bộ nó. [...] Chúng tôi vừa mới phối nhạc bài hát và nó nghe thật tuyệt. Tôi nghĩ rằng chúng tôi vừa có nỗi đau quá lớn mang tới nơi đó, tôi không chắc rằng còn ai biết được phải làm gì với nó nữa. Khi chúng tôi nghe bài hát được phối nhạc đúng cách, nó nghe có vẻ to lớn".
Ban nhạc đã nhận được sự cho phép của ban nhạc điện tử Đức Kraftwerk để sử dụng phần riff chính từ ca khúc "Computer Love" (tiếng Đức: Computerliebe), trích từ album phòng thu của nó năm 1981 Computer World (tiếng Đức: Computerwelt) cho "Talk", thay thế phần đệm Synthesizer của Kraftwerk với tiếng guitar. Trong một tiết lộ track-by-track do ban nhạc đưa ra về X&Y, tay bass Guy Berryman trần thuật rằng trong cuộc đáp lại sự thỉnh cầu của ban nhạc, thành viên sáng lập Kraftwerk Ralf Hütter "nói vài thứ gì đó như, 'Được rồi, anh có thể sử dụng nó và cảm ơn anh rất nhiều vì thỉnh cầu sự cho phép của tôi, không giống như tên khốn Jay Z'."

## Các thành viên thực hiện
- Chris Martin - hát chính, synthesizer, guitar điện.
- Jonny Buckland - guitar điện.
- Guy Berryman - guitar bass.
- Will Champion - trống.

### Các nghệ sĩ khác
- Chris Tumbling, Richard George, Gregory Warren Wilson, Laura Melhuish – violin
- Susan Dench, Peter Lale – viola
- Anne Lines – cello

## Danh sách định dạng bài hát
| Đĩa đơn CD quảng bá (phát hành vào đầu tháng 11 năm 2005) | Đĩa đơn CD quảng bá (phát hành vào đầu tháng 11 năm 2005) | Đĩa đơn CD quảng bá (phát hành vào đầu tháng 11 năm 2005) |
| STT                                                       | Nhan đề                                                   | Thời lượng                                                |
| --------------------------------------------------------- | --------------------------------------------------------- | --------------------------------------------------------- |
| 1.                                                        | "Talk" (Hiệu đỉnh Radio)                                  | 4:29                                                      |

| 7" Vinyl R6679 | 7" Vinyl R6679           | 7" Vinyl R6679 |
| STT            | Nhan đề                  | Thời lượng     |
| -------------- | ------------------------ | -------------- |
| 1.             | "Talk" (Hiệu đỉnh Radio) | 4:29           |
| 2.             | "Gravity"                | 6:12           |

| CD CDR6679 | CD CDR6679               | CD CDR6679 |
| STT        | Nhan đề                  | Thời lượng |
| ---------- | ------------------------ | ---------- |
| 1.         | "Talk" (Hiệu đỉnh Radio) | 4:29       |
| 2.         | "Sleeping Sun"           | 3:09       |

| DVD DVDR6679 | DVD DVDR6679                                                       | DVD DVDR6679 |
| STT          | Nhan đề                                                            | Thời lượng   |
| ------------ | ------------------------------------------------------------------ | ------------ |
| 1.           | "Talk" (Hiệu đỉnh Radio)                                           | 4:29         |
| 2.           | "Gravity"                                                          | 6:17         |
| 3.           | "Talk" (video)                                                     | 4:59         |
| 4.           | "Speed of Sound" (video)                                           | 4:29         |
| 5.           | "Trích đoạn phía sau hậu trường quay video "Talk" (video)" (video) | 2:00         |

| The Remixes - 12" Vinyl & CD-5, (phát hành ngày 6 tháng 3 năm 2006) 0946 3 54897 2 9/C2-54897/0946 3 46924 1 0/E1-46924 | The Remixes - 12" Vinyl & CD-5, (phát hành ngày 6 tháng 3 năm 2006) 0946 3 54897 2 9/C2-54897/0946 3 46924 1 0/E1-46924 | The Remixes - 12" Vinyl & CD-5, (phát hành ngày 6 tháng 3 năm 2006) 0946 3 54897 2 9/C2-54897/0946 3 46924 1 0/E1-46924 |
| STT | Nhan đề | Thời lượng |
| --- | --- | --- |
| 1. | "Talk" (Bản mix của Thin White Duke)                                                                                    | 8:17 |
| 2. | "Talk" (Bản dub của François K)                                                                                         | 9:04 |
| 3. | "Talk" (Bản mix của Junkie XL)                                                                                          | 11:45 |

| Đĩa đơn CD tại Úc Capitol C2-50717 | Đĩa đơn CD tại Úc Capitol C2-50717 | Đĩa đơn CD tại Úc Capitol C2-50717 |
| STT                                | Nhan đề                            | Thời lượng                         |
| ---------------------------------- | ---------------------------------- | ---------------------------------- |
| 1.                                 | "Talk" (Hiệu đỉnh Radio)           | 4:29                               |
| 2.                                 | "Sleeping Sun"                     | 3:09                               |
| 3.                                 | "Gravity"                          | 6:12                               |

| Đĩa đơn CD tại Canada và Nhật Bản Toshiba-EMI TOCP-40185 | Đĩa đơn CD tại Canada và Nhật Bản Toshiba-EMI TOCP-40185 | Đĩa đơn CD tại Canada và Nhật Bản Toshiba-EMI TOCP-40185 |
| STT                                                      | Nhan đề                                                  | Thời lượng                                               |
| -------------------------------------------------------- | -------------------------------------------------------- | -------------------------------------------------------- |
| 1.                                                       | "Talk" (Hiệu đỉnh Radio)                                 | 4:29                                                     |
| 2.                                                       | "Sleeping Sun"                                           | 3:09                                                     |
| 3.                                                       | "Gravity"                                                | 6:12                                                     |

| Đĩa đơn CD quảng bá tại Hoa Kỳ Toshiba-EMI TOCP-40185 | Đĩa đơn CD quảng bá tại Hoa Kỳ Toshiba-EMI TOCP-40185 | Đĩa đơn CD quảng bá tại Hoa Kỳ Toshiba-EMI TOCP-40185 |
| STT                                                   | Nhan đề                                               | Thời lượng                                            |
| ----------------------------------------------------- | ----------------------------------------------------- | ----------------------------------------------------- |
| 1.                                                    | "Talk" (Hiệu đỉnh Radio)                              | 4:05                                                  |
| 2.                                                    | "Talk" (Bản album)                                    | 5:12                                                  |

| EP kĩ thuật số The Remixes tại Hoa Kỳ (phát hành ngày 7 tháng 2 năm 2006) | EP kĩ thuật số The Remixes tại Hoa Kỳ (phát hành ngày 7 tháng 2 năm 2006) | EP kĩ thuật số The Remixes tại Hoa Kỳ (phát hành ngày 7 tháng 2 năm 2006) |
| STT                                                                       | Nhan đề                                                                   | Thời lượng                                                                |
| ------------------------------------------------------------------------- | ------------------------------------------------------------------------- | ------------------------------------------------------------------------- |
| 1.                                                                        | "Talk" (Bản mix của Junkie XL)                                            | 11:45                                                                     |
| 2.                                                                        | "Talk" (Bản dub của François K)                                           | 9:04                                                                      |
| 3.                                                                        | "Talk" (Bản mix của Thin White Duke)                                      | 8:27                                                                      |

### Hà Lan
Một chương trình đặc biệt gồm ba phần đĩa đơn sẽ được phát hành khoảng 3 tuần trong tháng 12 kèm theo biểu diễn trực tiếp các đĩa đơn ở Gelredom năm 2005.
| CD1 (gói) (phát hành ngày 2 tháng 12 năm 2005) E2-49093 | CD1 (gói) (phát hành ngày 2 tháng 12 năm 2005) E2-49093         | CD1 (gói) (phát hành ngày 2 tháng 12 năm 2005) E2-49093 |
| STT                                                     | Nhan đề                                                         | Thời lượng                                              |
| ------------------------------------------------------- | --------------------------------------------------------------- | ------------------------------------------------------- |
| 1.                                                      | "Talk" (Hiệu đỉnh Radio)                                        | 4:27                                                    |
| 2.                                                      | "Swallowed in the Sea" (Biểu diễn trực tiếp ở Hà Lan)           | 4:22                                                    |
| 3.                                                      | "God Put a Smile upon Your Face" (Biểu diễn trực tiếp ở Hà Lan) | 4:22                                                    |

| CD2 (phát hành ngày 9 tháng 12 năm 2005) 3490962 | CD2 (phát hành ngày 9 tháng 12 năm 2005) 3490962 | CD2 (phát hành ngày 9 tháng 12 năm 2005) 3490962 |
| STT                                              | Nhan đề                                          | Thời lượng                                       |
| ------------------------------------------------ | ------------------------------------------------ | ------------------------------------------------ |
| 1.                                               | "Talk" (Bản album)                               | 4:11                                             |
| 2.                                               | "Square One" (Biểu diễn trực tiếp ở Hà Lan)      | 5:13                                             |
| 3.                                               | "Clocks" (Biểu diễn trực tiếp ở Hà Lan)          | 7:05                                             |

| CD3 (phát hành ngày 16 tháng 12 năm 2005) 3490972 | CD3 (phát hành ngày 16 tháng 12 năm 2005) 3490972 | CD3 (phát hành ngày 16 tháng 12 năm 2005) 3490972 |
| STT                                               | Nhan đề                                           | Thời lượng                                        |
| ------------------------------------------------- | ------------------------------------------------- | ------------------------------------------------- |
| 1.                                                | "Talk" (Biểu diễn trực tiếp ở Hà Lan)             | 5:20                                              |
| 2.                                                | "Til Kingdom Come" (Biểu diễn trực tiếp ở Hà Lan) | 4:27                                              |
| 3.                                                | "Fix You" (Biểu diễn trực tiếp ở Hà Lan)          | 7:10                                              |

## Các bảng xếp hạng
| Xếp hạng (2005–06)                                     | Vị trí Cao nhất |
| ------------------------------------------------------ | --------------- |
| Úc (ARIA)                                              | 20              |
| Áo (Ö3 Austria Top 40)                                 | 24              |
| Bỉ (Ultratop 50 Flanders)                              | 16              |
| Bỉ (Ultratop 50 Wallonia)                              | 21              |
| LỖI: PHẢI CUNG CẤP year CHO BẢNG XẾP HẠNG Cộng hòa Séc | 38              |
| Đan Mạch (Tracklisten)                                 | 14              |
| Phần Lan (Suomen virallinen lista)                     | 18              |
| Pháp (SNEP)                                            | 34              |
| Đức (GfK)                                              | 29              |
| Ireland (IRMA)                                         | 18              |
| Ý (FIMI)                                               | 24              |
| Hà Lan (Dutch Top 40)                                  | 1               |
| New Zealand (Recorded Music NZ)                        | 20              |
| Polish Singles Chart                                   | 1               |
| Tây Ban Nha (PROMUSICAE)                               | 8               |
| Thụy Điển (Sverigetopplistan)                          | 56              |
| Thụy Sĩ (Schweizer Hitparade)                          | 28              |
| Anh Quốc (OCC)                                         | 10              |
| US Billboard Hot 100                                   | 86              |
| US Billboard Alternative Songs                         | 5               |
| US Billboard Adult Pop Songs                           | 10              |
| US Billboard Hot Dance Club Songs                      | 1               |